# Liste von Kunstflugstaffeln

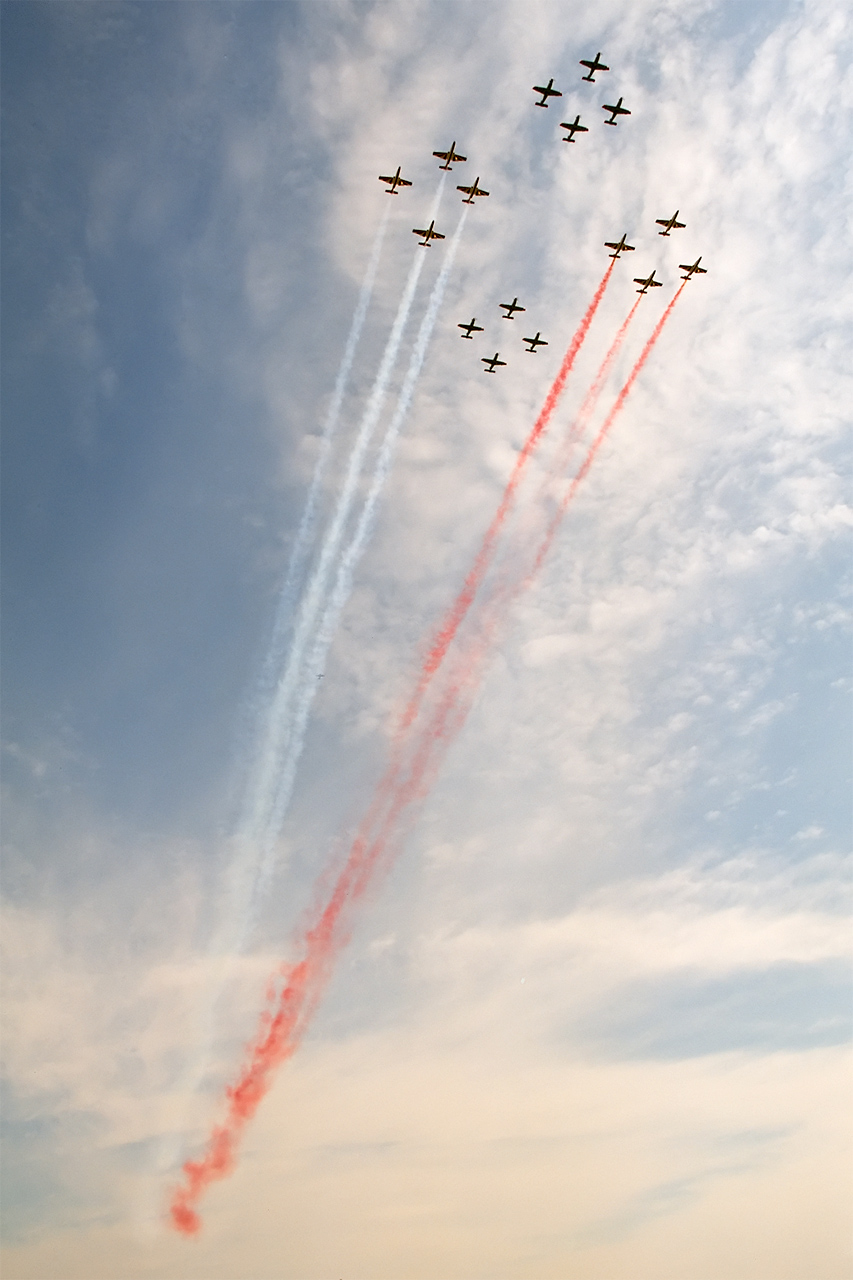
Kunstflugstaffeln Orlik und Biało-Czerwone (Polen)

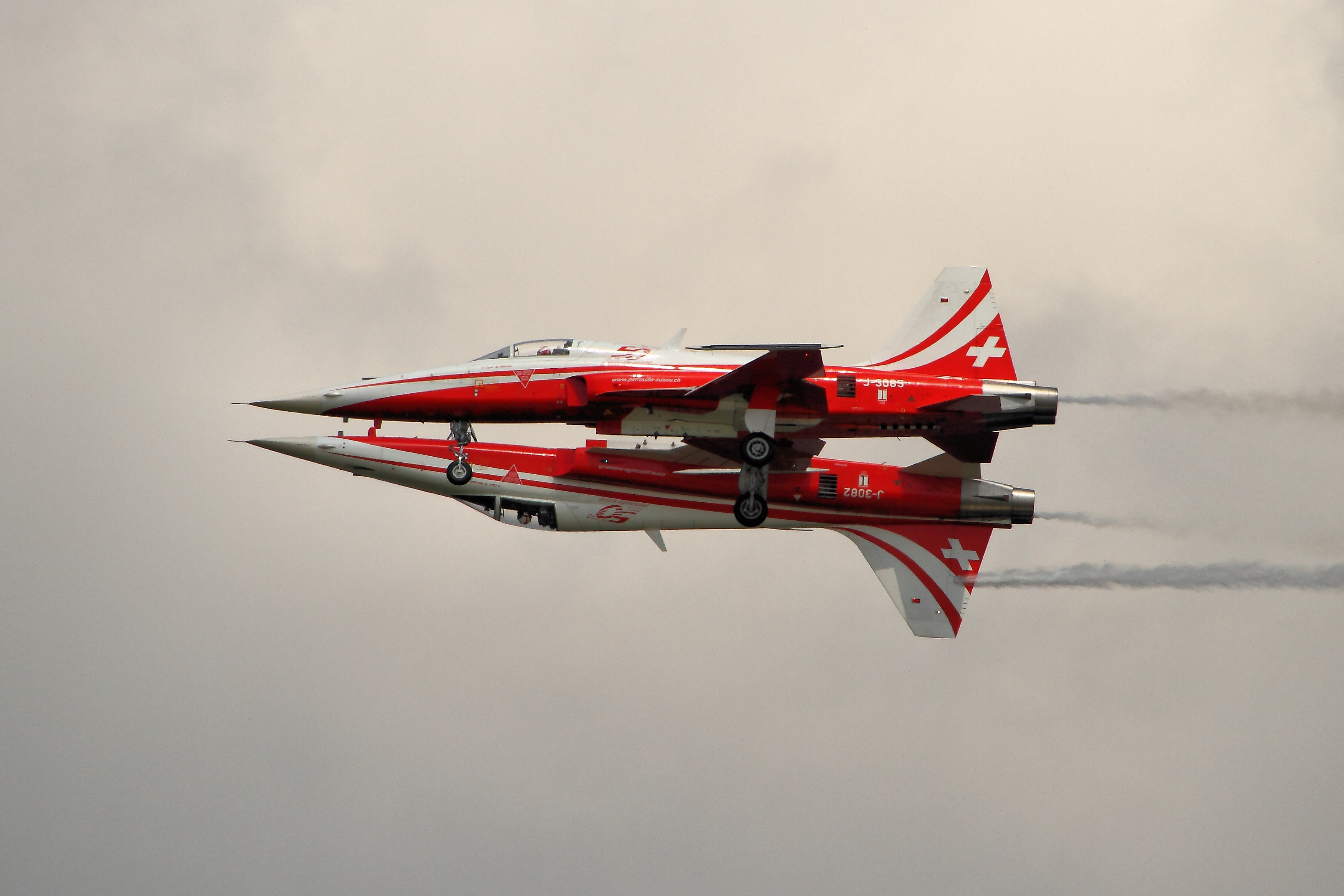
Patrouille Suisse (2014)

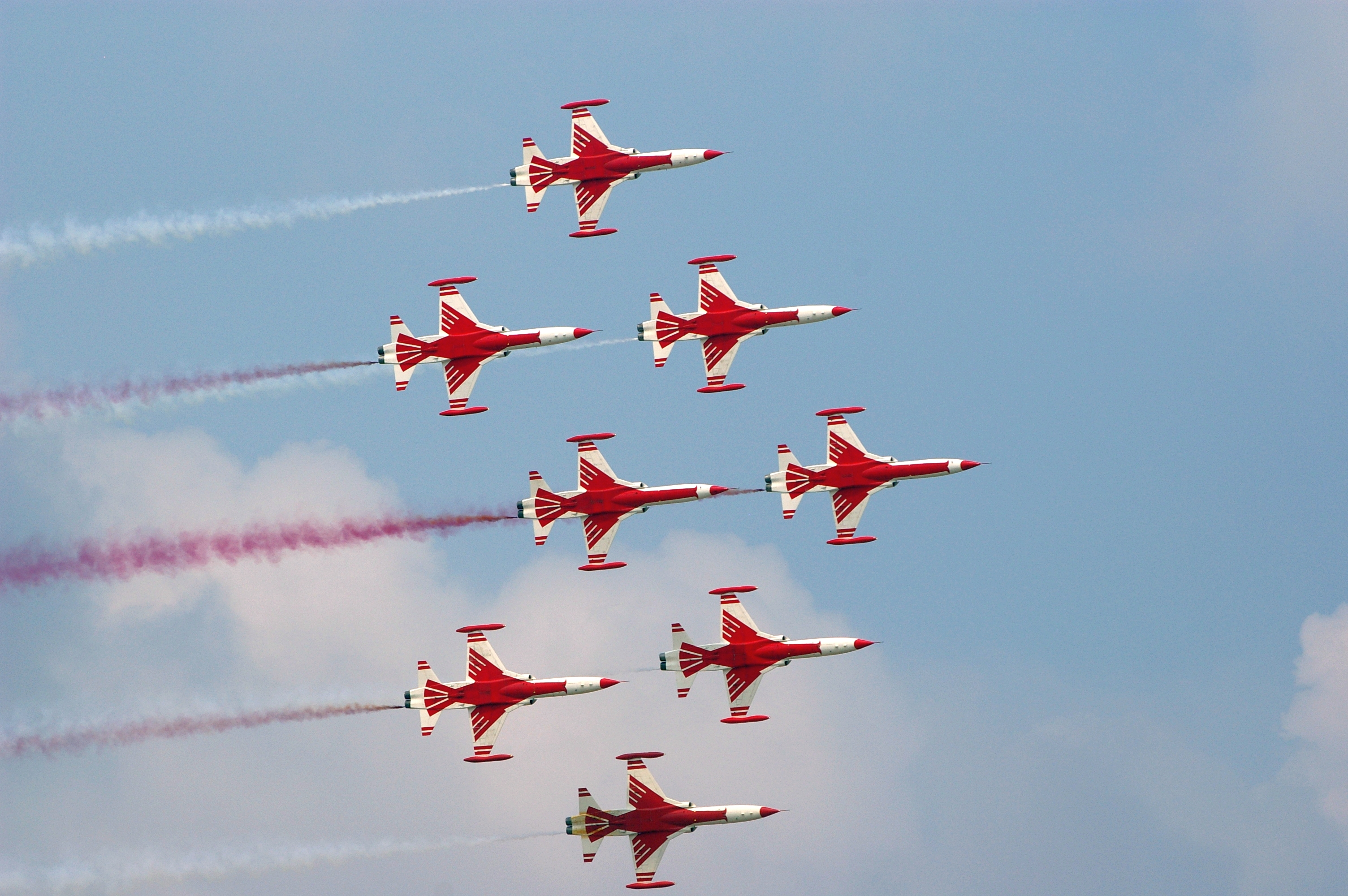
Türk Yıldızları (Türkei)

Kunstflugstaffeln sind Zusammenschlüsse von Piloten, die Kunstflug beherrschen und vorführen. Dabei bilden mehrere Flugobjekte eine Einheit, die Staffel genannt wird. 
Viele Kunstflugstaffeln sind Einheiten von Luftstreitkräften in Staffelstärke.

## Liste bekannter Kunstflugstaffeln
| Name                                                                  | Betreiber                                                     | Land                         | Typ                      | Art               | Bemerkungen |
| --------------------------------------------------------------------- | ------------------------------------------------------------- | ---------------------------- | ------------------------ | ----------------- | --- |
| Al Fursan (Die Ritter)                                                | Luftstreitkräfte der Vereinigten Arabischen Emirate           | Vereinigte Arabische Emirate | Aermacchi MB-339NAT      | Jettrainer        | |
| Ba Yi (1. August)                                                     | Luftstreitkräfte der Volksrepublik China                      | Volksrepublik China          | Chengdu J-10             | Kampfjet          | |
| Baltic Bees (Baltische Bienen)                                        | Zivil                                                         | Lettland                     | Aero L-39C               | Jettrainer        | |
| Berkuty (Steinadler)                                                  | Russische Luftstreitkräfte                                    | Russland                     | Mil Mi-28N               | Kampfhubschrauber | |
| Biało-Czerwone Iskry (Rot-weiße Funken)                               | Polnische Luftstreitkräfte                                    | Polen                        | PZL TS-11 Iskra          | Jettrainer        | |
| Black Cats (Schwarze Katzen)                                          | Royal Navy                                                    | Vereinigtes Königreich       | Westland Sea Lynx HMA.8  | Hubschrauber      | ehem. Lynx Pair |
| Black Arrows (Schwarze Pfeile)                                        | Royal Air Force                                               | Vereinigtes Königreich       | Hawker Hunter            | Flugzeug          | (Vorgänger der Red Arrows) |
| Blue Angels (Blaue Engel)                                             | United States Navy                                            | Vereinigte Staaten           | F/A-18E/F Super Hornet   | Kampfjet          | |
| Blue Impulse (Blauer Impuls)                                          | Japanische Luftselbstverteidigungsstreitkräfte                | Japan                        | Kawasaki T-4             | Jettrainer        | |
| Breitling Jet Team                                                    | (Privat)                                                      | Frankreich                   | Aero L-39                | Jettrainer        | Sponsor des Teams ist der Uhrenhersteller Breitling                                                                                                  |
| Escuadrilla acrobatica Cruz del Sur (Kreuz des Südens, ein Sternbild) | Argentinische Luftstreitkräfte                                | Argentinien                  | Suchoi Su-29             | Akrotrainer       | |
| Diables Rouges (Rote Teufel)                                          | Belgische Luftwaffe                                           | Belgien                      | Aermacchi SF-260D        | Flugzeug          | |
| Esquadrilha da Fumaça (Quartett des Rauchs)                           | Brasilianische Luftstreitkräfte                               | Brasilien                    | EMB-312 „Tucano“         | Turboproptrainer  | |
| Frecce Tricolori (Dreifärbige …)                                      | Italienische Luftstreitkräfte – Aeronautica Militare Italiana | Italien                      | Aermacchi MB 339         | Jettrainer        | |
| Halcones                                                              | Chilenische Luftstreitkräfte                                  | Chile                        | CASA C-101               | Jettrainer        | |
| Krila Oluje                                                           | Kroatische Luftstreitkräfte                                   | Kroatien                     | Pilatus PC-9M            | Turboproptrainer  | |
| Midnight Hawks (Mitternacht Adler)                                    | Finnische Luftstreitkräfte                                    | Finnland                     | BAE Hawk                 | Jettrainer        | |
| Orlik (Adler)                                                         |                                                               | Polen                        | PZL-130 „Orlik“          | Turboproptrainer  | |
| Patrulla Águila (Patrulle Adler)                                      | Spanische Luftstreitkräfte – Eagle Patrol                     | Spanien                      | CASA C-101 Aviojet       | Jettrainer        | |
| Patrulla ASPA                                                         | Spanische Luftstreitkräfte                                    | Spanien                      | Eurocopter EC 120        | Hubschrauber      | |
| Patrouille de France (Patrulle von Frankreich)                        | Französische Luftstreitkräfte                                 | Frankreich                   | Alpha Jet A              | Jettrainer        | |
| Patrouille Suisse (Schweizer Patrulle)                                | Schweizer Luftwaffe                                           | Schweiz                      | Northrop F-5E „Tiger II“ | Kampfjet          | |
| PC-7 Team                                                             | Schweizer Luftwaffe                                           | Schweiz                      | Pilatus PC-7             | Turboproptrainer  | |
| Solo Display Team (Einzel Vorführung)                                 | Niederländische Luftstreitkräfte                              | Niederlande                  | F-16AM Fighting Falcon   | Kampfjet          | |
| Solo Türk                                                             | Türkische Luftwaffe                                           | Türkei                       | F-16A „Fighting Falcon“  | Kampfjet          | |
| Red Arrows (Rote Pfeile)                                              | Royal Air Force                                               | Vereinigtes Königreich       | BAE Hawk                 | Jettrainer        | |
| Red Pelicans (Rote Pelikane) (ehemalig)                               | Royal Air Force                                               | Vereinigtes Königreich       | Percival Provost T.Mk 3  | Kolbentrainer     | |
| Roulettes                                                             | Royal Australian Air Force                                    | Australien                   | Pilatus PC-9             | Turboproptrainer  | |
| Royal Jordanian Falcons (Königliche Kordanische Falken)               | Royal Jordanian Air Force                                     | Jordanien                    | Walter Extra EA300       | Akrotraine        | |
| Russkije Witjasi (Russische Recken)                                   | Russische Luftstreitkräfte                                    | Russland                     | Suchoi Su-27 „Flanker“   | Kampfjet          | Russian Knights (englischer Name des Teams) |
| Saudi Hawks (Saudische Habichte)                                      | Royal Saudi Air Force                                         | Saudi-Arabien                | BAe Hawk T.Mk.65         | Jettrainer        | |
| Silver Falcons (Silberfalken)                                         | South African Air Force                                       | Südafrika                    | Pilatus PC-7MkII         | Turboproptrainer  | |
| Black Knights (Schwarze Ritter)                                       | Republic of Singapore Air Force                               | Singapur                     | F-16 Fighting Falcon     | Flugzeug          | |
| Snowbirds (Schneevögel)                                               | Royal Canadian Air Force                                      | Kanada                       | Canadair CL-114          | Jettrainer        | |
| Strischi (Mauersegler)                                                | Russische Luftstreitkräfte                                    | Russland                     | MiG-29 Fulcrum           | Kampfjet          | The Swifts (englischer Name des Teams) |
| Surya Kiran                                                           | Indische Luftstreitkräfte                                     | Indien                       | HJT-16 Kiran Mk.2        | Jettrainer        | |
| Thunder Tiger (Donner Tiger)                                          | Luftstreitkräfte der Republik China                           | Taiwan                       | AIDC AT-3                | Jettrainer        | |
| The Flying Bulls                                                      | Zivil (Red Bull) (Fliegende Bullen)                           | Österreich                   | Alpha Jet                | Kampfjet          | Auswahl weiterer Flugzeuge: Douglas DC-6, North American B-25J, Lockheed P-38, Chance Vought F4U-4, North American T-28B, Bell Cobra TAH-1F, BO105 C |
| Türk Yildizlari (Die Türkischen Sterne)                               | Türkische Luftwaffe                                           | Türkei                       | Northrop F-5             | Kampfjet          | |
| USAF Thunderbirds (Donnervögel)                                       | United States Air Force                                       | Vereinigte Staaten           | F-16C/D Fighting Falcon  | Kampfjet          | |
| Wjasma Rus (Rus)                                                      | DOSAAF                                                        | Russland                     | L-39                     | Jettrainer        | Flugplatz Dwojewka, Wjasma |
| Yellowjacks                                                           | Royal Air Force                                               | Vereinigtes Königreich       | Folland Gnat T.Mk.1      | Jettrainer        | Vorgänger der Red Arrows |